# Shorttrack op de Olympische Winterspelen 2010
Shorttrack is een van de sporten die beoefend werden tijdens de Olympische Winterspelen 2010 in Vancouver. De wedstrijden werden verreden in het Pacific Coliseum.

## Programma
| Datum       | Lokale tijd | MET   | Onderdeel                                         |
| ----------- | ----------- | ----- | ------------------------------------------------- |
| 13 februari | 17:00       | 02:00 | 1500 m                                            |
| 17 februari | 17:00       | 02:00 | 1000 m eerste ronde 5000 m aflossing eerste ronde |
| 20 februari | 17:45       | 02:45 | 1000 m                                            |
| 24 februari | 17:00       | 02:00 | 500 m eerste ronde                                |
| 26 februari | 18:00       | 03:00 | 500 m 5000 m aflossing                            |

| Datum       | Lokale tijd | MET   | Onderdeel                                        |
| ----------- | ----------- | ----- | ------------------------------------------------ |
| 13 februari | 17:00       | 02:00 | 500 m eerste ronde 3000 m aflossing eerste ronde |
| 17 februari | 17:00       | 02:00 | 500 m                                            |
| 20 februari | 17:45       | 02:45 | 1500 m                                           |
| 24 februari | 17:00       | 02:00 | 1000 m eerste ronde 3000 m aflossing             |
| 26 februari | 18:00       | 03:00 | 1000 m                                           |

## Medailles

### Mannen
| Onderdeel | Goud                                                                                     | Goud | Zilver                                                        | Zilver | Brons                                                                     | Brons |
| --------- | ---------------------------------------------------------------------------------------- | ---- | ------------------------------------------------------------- | ------ | ------------------------------------------------------------------------- | ----- |
| 500 m     | Charles Hamelin                                                                          | CAN  | Sung Si-bak                                                   | KOR    | François-Louis Tremblay                                                   | CAN   |
| 1000 m    | Lee Jung-su                                                                              | KOR  | Lee Ho-suk                                                    | KOR    | Apolo Anton Ohno                                                          | USA   |
| 1500 m    | Lee Jung-su                                                                              | KOR  | Apolo Anton Ohno                                              | USA    | John Robert Celski                                                        | USA   |
| Relay     | Charles Hamelin François Hamelin Olivier Jean François-Louis Tremblay Guillaume Bastille | CAN  | Kwak Yoon-gy Lee Ho-suk Lee Jung-su Sung Si-bak Kim Seoung-il | KOR    | John Robert Celski Travis Jayner Jordan Malone Apolo Anton Ohno Simon Cho | USA   |

### Vrouwen
| Onderdeel | Goud                                     | Goud | Zilver                                                       | Zilver | Brons                                                                       | Brons |
| --------- | ---------------------------------------- | ---- | ------------------------------------------------------------ | ------ | --------------------------------------------------------------------------- | ----- |
| 500 m     | Wang Meng                                | CHN  | Marianne St-Gelais                                           | CAN    | Arianna Fontana                                                             | ITA   |
| 1000 m    | Wang Meng                                | CHN  | Katherine Reutter                                            | USA    | Park Seung-hi                                                               | KOR   |
| 1500 m    | Zhou Yang                                | CHN  | Lee Eun-byul                                                 | KOR    | Park Seung-hi                                                               | KOR   |
| Relay     | Sun Linlin Wang Meng Zhang Hui Zhou Yang | CHN  | Jessica Gregg Kalyna Roberge Marianne St-Gelais Tania Vicent | CAN    | Allison Baver Kimberley Derrick Alyson Dudek Lana Gehring Katherine Reutter | USA   |

## Medailleklassement
| Plaats | Land             | NOC    | Goud | Zilver | Brons | Totaal |
| ------ | ---------------- | ------ | ---- | ------ | ----- | ------ |
| 1      | China            | CHN    | 4    | 0      | 0     | 4      |
| 2      | Zuid-Korea       | KOR    | 2    | 4      | 2     | 8      |
| 3      | Canada           | CAN    | 2    | 2      | 1     | 5      |
| 4      | Verenigde Staten | USA    | 0    | 2      | 4     | 6      |
| 5      | Italië           | ITA    | 0    | 0      | 1     | 1      |
| Totaal | Totaal           | Totaal | 8    | 8      | 8     | 24     |

## Kwalificatie
De quota zijn bekendgemaakt op 23 november 2009.
| Land             | Mannen 500 m | Mannen 1000 m | Mannen 1500 m | Mannen aflossing | Vrouwen 500 m | Vrouwen 1000 m | Vrouwen 1500 m | Vrouwen aflossing | Sporters |
| ---------------- | ------------ | ------------- | ------------- | ---------------- | ------------- | -------------- | -------------- | ----------------- | -------- |
| Australië        | 0            | 1             | 0             |                  | 1             | 1              | 1              |                   | 2        |
| België           | 1            | 1             | 1             |                  | 0             | 0              | 0              |                   | 1        |
| Bulgarije        | 0            | 1             | 0             |                  | 2             | 1              | 2              |                   | 3        |
| Canada           | 3            | 2             | 3             | X                | 3             | 3              | 3              | X                 | 10       |
| China            | 3            | 3             | 3             | X                | 3             | 3              | 3              | X                 | 10       |
| Duitsland        | 2            | 2             | 3             | X                | 2             | 2              | 3              |                   | 8        |
| Frankrijk        | 1            | 2             | 3             | X                | 1             | 1              | 1              |                   | 6        |
| Groot-Brittannië | 2            | 2             | 2             | X                | 2             | 1              | 1              |                   | 7        |
| Hongarije        | 2            | 1             | 2             |                  | 1             | 2              | 3              | X                 | 7        |
| Hongkong         | 0            | 0             | 0             |                  | 1             | 1              | 1              |                   | 1        |
| Italië           | 3            | 3             | 3             | X                | 3             | 2              | 2              | X                 | 10       |
| Japan            | 2            | 2             | 3             |                  | 2             | 3              | 3              | X                 | 8        |
| Kazachstan       | 1            | 1             | 0             |                  | 0             | 0              | 0              |                   | 1        |
| Letland          | 1            | 1             | 1             |                  | 0             | 0              | 0              |                   | 1        |
| Nederland        | 2            | 1             | 2             |                  | 3             | 3              | 0              | X                 | 7        |
| Nieuw-Zeeland    | 1            | 1             | 1             |                  | 0             | 0              | 0              |                   | 1        |
| Oostenrijk       | 0            | 0             | 0             |                  | 0             | 1              | 1              |                   | 1        |
| Polen            | 0            | 0             | 1             |                  | 1             | 1              | 1              |                   | 2        |
| Rusland          | 2            | 2             | 2             |                  | 1             | 1              | 3              |                   | 5        |
| Tsjechië         | 0            | 0             | 0             |                  | 1             | 1              | 1              |                   | 1        |
| Verenigde Staten | 3            | 2             | 3             | X                | 2             | 3              | 3              | X                 | 10       |
| Zuid-Korea       | 3            | 3             | 3             | X                | 3             | 2              | 3              | X                 | 10       |
| Zweden           | 0            | 0             | 0             |                  | 0             | 0              | 1              |                   | 1        |
| Totaal: 23 NOC's | 32           | 32            | 36            | 8                | 32            | 32             | 36             | 8                 | 113      |

Calgary 1988 · 
Albertville 1992 · 
Lillehammer 1994 · 
Nagano 1998 · 
Salt Lake City 2002 · 
Turijn 2006 · 
Vancouver 2010 · 
Sotsji 2014 · 
Pyeongchang 2018 · 
Peking 2022
Lijst van olympische medaillewinnaars
Alpineskiën · Biatlon · Bobsleeën · Curling · Freestyleskiën · Kunstrijden · Langlaufen · Noordse combinatie · Rodelen · Schaatsen · Schansspringen · Shorttrack · Skeleton · Snowboarden · IJshockey